# Ștefan Bălan
Ștefan Bălan (* 1. Januar 1913 in Brăila; † 26. März 1991 in Bukarest) war ein rumänischer Politiker der Rumänischen Kommunistischen Partei PCR (Partidul Comunist Român), der unter anderem von 1955 bis 1956 Bürgermeister von Bukarest, zwischen 1956 und 1958 Bauminister sowie von 1963 bis 1969 Bildungsminister war.

## Leben
Ștefan Bălan absolvierte ein Studium am Polytechnischen Institut Bukarest und war danach als Bauingenieur tätig. Er war Mitglied der Rumänischen Kommunistischen Partei PCR (Partidul Comunist Român). 1948 übernahm er eine Professur als Inhaber des Lehrstuhls am Institut für Bauwesen in Bukarest und lehrte dort bis 1974. Er war des Weiteren bis zum 8. August 1951 Präsident der Staatlichen Kommission für Standardisierung und übernahm danach am 8. August 1951 den Posten als Präsident des Staatlichen Komitees für Technik. Zugleich war er bis zum 23. September 1954 Vizepräsident des Staatlichen Komitees für Planung und wurde danach am 23. September 1954 Präsident des Exekutivkomitees des Volksrates der Stadt Bukarest. Als solcher war er als Nachfolger von Gheorghe Vidrașcu von März 1955 bis zu seiner Ablösung durch Anton Vlădoiu im Januar 1956 Bürgermeister von Bukarest. Am 2. Juli 1955 wurde er Korrespondierendes Mitglied der Rumänischen Akademie (Academia Republicii Populare Române).
Am 10. Januar 1956 übernahm Bălan als Nachfolger von Gheorghe Hossu im Kabinett Stoica I das Amt als Bauminister (Ministrul construcțiilor) und bekleidete dieses Ministeramt bis zum 19. März 1957. Im Februar 1962 wurde er Vize-Minister für Bildung und Kultur und am 21. März 1963 Titularmitglied der Rumänischen Akademie. Als solcher wurde er zudem Präsident der Sektion Technische Wissenschaften der Akademie. Am 16. März 1963 übernahm er von Ilie G. Murgulescu im Kabinett Maurer I das Amt des Bildungsministers (Ministru al învățământului) und bekleidete dieses Ministeramt auch im Kabinett Maurer II (18. März bis 20. August 1965), Kabinett Maurer III (21. August 1965 bis 8. Dezember 1967), Kabinett Maurer IV (9. Dezember 1967 bis 12. März 1969) sowie Kabinett Maurer V (13. März bis 19. August 1969) und wurde dann von Miron Constantinescu.
Auf dem Neunten Parteitag der PCR (19. bis 24. Juli 1965) wurde Stefan Bălan Kandidat des Zentralkomitees (ZK) der PCR und hatte diese Funktion bis zum Zehnten Parteitag der PCR (6. bis 12. August 1969) inne. 1965 wurde er zudem Mitglied der Großen Nationalversammlung (Marea Adunare Națională) und vertrat in dieser bis 1969 den Bukarester Wahlkreis 13 Septembrie sowie im Anschluss zwischen 1969 und 1975 den Wahlkreis Nr. 10 Liești. Er war von 1984 bis zu seinem Tode 1991 abermals Präsident der Sektion Technische Wissenschaften der Rumänischen Akademie. Für seine langjährigen Verdienste erhielt er unter anderem 1964 den Stern der Volksrepublik Rumänien Zweiter Klasse (Ordinul Steaua Republicii Populare Române).

## Veröffentlichungen
- Lexiconul Tehnic Român, Erstauflage 1949–1955
- Lexiconul Tehnic Romîn, Neuauflage 1957–1968
- Galileo Galilei, Mitautoren Victor Vâlcovici, Radu Voinea, 1957
- Mecanică teoretică, 1959
- Cromoplasticitatea, 1963
- Încercarea construcțiilor, 1965
- Din istoria mecanicii, 1966
- Complemente de mecanică teoretică, 1975
- Calculul structurilor în domeniul plastic. Momente independente, 1976
- Optimizări, 1979
- Dicționar cronologic al științei și tehnicii universale, 1979